# Ханіф Хан
Ханіф Хан (5 липня 1959) — пакистанський хокеїст на траві.
Олімпійський чемпіон 1984 року, бронзовий призер 1976 року.
Переможець Азійських ігор 1978, 1982 років.
Чемпіон світу 1978, 1982 років.